# RC4

Diagrama del algoritmo RC4.

Dentro de la criptografía RC4 o ARC4 es el sistema de cifrado de flujo Stream cipher más utilizado y se usa en algunos de los protocolos más populares como Transport Layer Security (TLS/SSL) (para proteger el tráfico de Internet) y Wired Equivalent Privacy (WEP) (para añadir seguridad en las redes inalámbricas). RC4 fue excluido enseguida de los estándares de alta seguridad por los criptógrafos y algunos modos de usar el algoritmo de criptografía RC4 lo han llevado a ser un sistema de criptografía muy inseguro, incluyendo su uso WEP. No está recomendada su aplicación en proyectos nuevos; sin embargo, algunos sistemas basados en RC4 son lo suficientemente seguros para un uso común.

## Historia
El algoritmo de criptografía RC4 fue diseñado por Ronald Rivest de la RSA Security en el año 1987; su nombre completo es Rivest Cipher 4, teniendo el acrónimo RC un significado alternativo al de Ron's Code utilizado para los algoritmos de cifrado RC2, RC5 y RC6.
Inicialmente el algoritmo era un secreto registrado, pero en septiembre de 1994 una descripción del algoritmo fue distribuida  anónimamente en una lista de correo de Cypherpunks. Enseguida pasó al grupo de noticias sci.crypt y de allí a numerosos sitios de Internet, dejando así de ser secreto; sin embargo RC4 aún es una marca registrada. Actualmente la implementación no oficial de RC4 es legal, pero no puede utilizarse bajo el nombre de RC4. Por este motivo, y con el fin de evitar problemas legales a raíz de la marca registrada, a menudo podemos verlo nombrado ARCFOUR, ARC4 (Alleged-RC4). RSA Security nunca ha liberado de manera oficial el algoritmo de su RC4.
RC4 es parte de los protocolos de cifrado más comunes como WEP, TLS y WPA para tarjetas inalámbricas. Los factores principales para el éxito de RC4 y su aplicación en tan amplio rango de aplicaciones han sido su increíble velocidad y su simplicidad. La implementación eficiente en software y en hardware fueron muy simples de desarrollar.

### Descripción
RC4 es un protocolo sorprendentemente simple que emplea 2 algoritmos: 1-Key Scheduling Algorithm (KSA) y 2- Pseudo-Random Generation Algorithm (PRGA), cada uno de los cuales usa un estado interno secreto: 8-por-8 S-box, que es un arreglo con los 256 posibles bytes permutados y dos índices de 8 bits ("i" y "j" en el código siguiente). El KSA genera la permutación en el S-Box basándose en una clave de longitud variable ("keylength", entre 40 y 2048 bits).
Primero se llena el S-box (llamado "S" a continuación) con los valores de 0 a 255 en secuencia (permutación identidad); después se lo procesa 256 veces tal como lo hace el PRGA principal, excepto que, además, se mezclan bytes tomados de la clave ("K"), usando el siguiente pseudocódigo.
```
for(i = 0 to 255)
{
    S[i] = i;
}
j=0;
for(i = 0 to 255)
{
    j = ( j + S[i] + K[i mod keylength] ) mod 256;
    intercambia S[i] and S[j];
}

```

Una vez que eso es hecho, la S-box es intercambiada basándose en el valor de la "semilla". Esa es la "Key" programada para el algoritmo, algo sencillo.
Ahora cuando se necesita el keystream data, se usa el Pseudo-Random Generation Algorithm (PRGA). Este algoritmo tiene 2 contadores, el i y la j, en el cual ambos son inicializados en 0 para comenzar. Después de eso, cada bit de keystream data es usado en el siguiente pseudocódigo:
```
i = (i + 1) mod 256;
j = (j + S[i]) mod 256;
intercambia S[i] and S[j];
t = (S[i] + S[j]) mod 256;
Exponer valor de S[t];

```

El valor expuesto del byte de S[t] es el primer byte del keystream, repitiéndose el algoritmo descrito para conseguir bytes adicionales de keystream.
RC4 es lo suficientemente sencillo como para ser almacenado e implementado al vuelo, aunque la robustez de dicho algoritmo depende, en gran medida, de la implementación y utilización realizada, existiendo graves problemas conocidos en la implementación del sistema de cifrado WEP, diseñado para ofrecer confidencialidad en redes Wireless.
Una posible implementación en C:
```
unsigned
 
char
 
S
[
256
];

unsigned
 
int
 
i
,
 
j
;

void
 
swap
(
unsigned
 
char
 
*
s
,
 
unsigned
 
int
 
i
,
 
unsigned
 
int
 
j
)
 
{

    
unsigned
 
char
 
temp
 
=
 
s
[
i
];

    
s
[
i
]
 
=
 
s
[
j
];

    
s
[
j
]
 
=
 
temp
;

}

/* KSA */

void
 
rc4_init
(
unsigned
 
char
 
*
key
,
 
unsigned
 
int
 
key_length
)
 
{

    
for
 
(
i
 
=
 
0
;
 
i
 
<
 
256
;
 
i
++
)

        
S
[
i
]
 
=
 
i
;

 

    
for
 
(
i
 
=
 
j
 
=
 
0
;
 
i
 
<
 
256
;
 
i
++
)
 
{

        
j
 
=
 
(
j
 
+
 
key
[
i
 
%
 
key_length
]
 
+
 
S
[
i
])
 
&
 
255
;

        
swap
(
S
,
 
i
,
 
j
);

    
}

 

    
i
 
=
 
j
 
=
 
0
;

}

 

/* PRGA */

unsigned
 
char
 
rc4_output
()
 
{

    
i
 
=
 
(
i
 
+
 
1
)
 
&
 
255
;

    
j
 
=
 
(
j
 
+
 
S
[
i
])
 
&
 
255
;

    
swap
(
S
,
 
i
,
 
j
);

    
return
 
S
[(
S
[
i
]
 
+
 
S
[
j
])
 
&
 
255
];

}

 

#include
 
<stdio.h>

#include
 
<string.h>

#include
 
<stdlib.h>

#define ARRAY_SIZE(a) (sizeof(a)/sizeof(a[0]))

int
 
main
()
 
{

    
unsigned
 
char
 
*
test_vectors
[][
2
]
 
=
 

    
{

        
{
"Key"
,
 
"Plaintext"
},

        
{
"Wiki"
,
 
"pedia"
},

        
{
"Secret"
,
 
"Attack at dawn"
}

    
};

 

    
int
 
x
;

    
for
 
(
x
 
=
 
0
;
 
x
 
<
 
ARRAY_SIZE
(
test_vectors
);
 
x
++
)
 
{

        
int
 
y
;

        
rc4_init
(
test_vectors
[
x
][
0
],
 
strlen
((
char
*
)
test_vectors
[
x
][
0
]));

        
for
 
(
y
 
=
 
0
;
 
y
 
<
 
strlen
((
char
*
)
test_vectors
[
x
][
1
]);
 
y
++
)

            
printf
(
"%02X"
,
 
test_vectors
[
x
][
1
][
y
]
 
^
 
rc4_output
());

        
printf
(
"
\n
"
);

    
}

    
getch
();
 

    
return
 
0
;

}

```

## Test vectors
Esta prueba no es oficial, pero resulta adecuada para alguien probando su propio programa RC4. Las llaves y el texto en claro están en ASCII, el texto cifrado está en hexadecimal. El Keystream es el valor obtenido consecutivamente por la función RC4Output (pasado a hexadecimal, para ser legible).
| Clave     | Keystream                                        | Mensaje                  | Texto cifrado                                    |
| --------- | ------------------------------------------------ | ------------------------ | ------------------------------------------------ |
| Key       | eb9f7781b734ca72a7                               | Plaintext                | BBF316E8D940AF0AD3                               |
| Wiki      | 6044db6d41                                       | pedia                    | 1021BF0420                                       |
| Secret    | 04d46b053ca87b594172302aec9b                     | Attack at dawn           | 45A01F645FC35B383552544B9BF5                     |
| Cervantes | 287fdbeef86ccd89b1e1d7acd118e2664927f97d6f9aafc2 | En un lugar de la mancha | 6D11FB9B964CA1FCD680A58CB57DC20A2807941C01F9C7A3 |